# 日本とバルバドスの関係
日本とバルバドスの関係（にほんとバルバドスのかんけい、英語: Japan-Barbados relations）では、日本とバルバドスの関係について概説する。概ね友好的な関係を築いている。

## 両国の比較
|                   | バルバドス                 | 日本                            | 両国の差                      |
| ----------------- | -------------------------- | ------------------------------- | ----------------------------- |
| 人口              | 28万7371人（2020年）       | 1億2583万人（2020年）           | 日本はバルバドスの約437.9倍   |
| 国土面積          | 430 km2                    | 37万7972 km2                    | 日本はバルバドスの約879倍     |
| 人口密度          | 668 人/km2（2020年）       | 345 人/km2（2020年）            | バルバドスは日本の約1.9倍     |
| 首都              | ブリッジタウン             | 東京都                          |                               |
| 最大都市          | ブリッジタウン             | 東京都区部                      |                               |
| 政体              | 大統領制 共和制            | （民主制）議院内閣制            |                               |
| 公用語            | 英語                       | 日本語（事実上）                |                               |
| 通貨              | バルバドス・ドル           | 日本円                          |                               |
| 国教              | なし                       | なし                            |                               |
| 人間開発指数      | 0.800                      | 0.919                           |                               |
| 民主主義指数      | ‐                          | 7.99                            |                               |
| GDP（名目）       | 44億1800万米ドル（2020年） | 4兆9754億1524万米ドル（2019年） | 日本はバルバドスの約1,126.2倍 |
| 一人当たり名目GDP | 15,373.9米ドル（2020年）   | 39,538.9米ドル（2020年）        | 日本はバルバドスの約2.6倍     |
| GDP（購買力平価） | 38億3485万米ドル（2019年） | 5兆5043億3091万米ドル（2019年） | 日本はバルバドスの約1,435.4倍 |
| 一人当たり実質GDP | 13,344.6米ドル（2019年）   | 43,593.5米ドル（2019年）        | 日本はバルバドスの約3.7倍     |
| 経済成長率        | ‐0.1%（2019年）            | 0.3%（2019年）                  |                               |
| 軍事費            | ‐米ドル（2020年）          | 491億4855万米ドル（2020年）     |                               |
| 地図              |                            |                                 |                               |

## 歴史
1966年11月30日の独立と同時に日本はバルバドスを国家承認。翌1967年の9月27日には外交関係が開設された。
当初は両国ともに大使館本館や領事館を設置せず、日本側はカラカスにある在ベネズエラ日本大使館がバルバドスを兼轄していたが、1980年2月よりポートオブスペインにある在トリニダード・トバゴ日本大使館がバルバドスを兼轄するようになり、2016年1月にはブリッジタウンに在バルバドス日本大使館本館が開設した。またそれまでの在ブリッジタウン名誉総領事は廃止され、代わってバルバドス常駐の日本大使が設置され、初代は品田光彦が着任した。
一方でバルバドス側は日本に大使館を未設置である。

## 外交

### 二国間関係

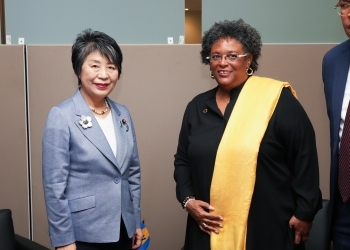
日本の外務大臣の上川陽子とバルバドスの首相のミア・モトリーとの会談。2023年9月にニューヨークにて。

日本は東アジア、バルバドスはカリブ海地域に位置しており、地理的に遠いため接点は少ない。国の規模も大きく異なっていて、日本は大国である一方でバルバドスは経済・面積・人口ともに小さなミニ国家と見做される。ただし、バルバドスはカリブ海地域の中では所得が高く最も先進国に近い。また民主主義、自由主義、資本主義、法の支配や人権の尊重といった多くの価値観を共有する友好国である。

### 日本要人のバルバドス訪問
2008年6月には外務副大臣として初めて木村仁がバルバドスを含むカリブ共同体諸国を訪問した。
2017年5月には外務大臣政務官の武井俊輔がブリッジタウンで開催されるカリコム外相会合に域外国として出席するためバルバドスを訪問。スピーチを行って日本とカリブ海地域の協力関係の進捗について発言したほか、バルバドス首相のフローンデル・スチュアートに代表される複数の要人と会談を実施した。
2018年5月には外務副大臣の佐藤正久がドミニカ国やアンティグア・バーブーダと並んでバルバドスを訪問。バルバドス外相のマクシーン・マクレーンらと会談を実施し、北朝鮮情勢などについて議論が交わされた。
2018年12月には環境副大臣の城内実がバルバドスを訪問し、バルバドス環境相と会談を実施した。

### バルバドス要人の訪日
近年では2010年にバルバドス外相のマクシーン・マクレーンが第2回日・カリコム外相会議のため訪日し、当時外務大臣であった岡田克也と外相会談を実施、気候変動や安保理改革について意見交換を行った。
2019年には、当時バルバドス総督だったサンドラ・メイソン(2021年11月以降、初代バルバドス大統領)が子息とともに即位礼正殿の儀に出席している。

## 経済関係
2020年のバルバドスの対日貿易は輸出1206.5万円、輸入119億1944.8万円であり、日本の大幅な黒字となっている。対日輸出の主要品目は蒸留酒を代表としたアルコール飲料で、バルバドス産のラム酒は名品として人気がある。対日輸入の主要品目は船舶、自動車、バス、トラックなどの輸送用機械である。
バルバドスはカリブ海諸国の中でも経済的に安定かつ高度に発展しているため、今までの支援実績は大きくない。2017年までの援助実績が無償資金協力1.1億円、技術協力12.89億円となっている。2002年から2006年にかけてはハザードマップやコミュニティ防災計画の作成を支援する「バルバドスカリブ災害管理プロジェクト」を技術協力として実施し、これは2009年から2012年にかけて実施された「カリブ災害管理プロジェクトフェーズ2」へと続いた。2016年にはトリニダード・トバゴにて駐バルバドス大使を兼任する岡田光彦とマクシーン・マクレーンの間でバルバドスに対し1億円の防災機器を提供する旨の書簡が交換された。これは対バルバドス支援で最大規模のものであり、前述した通りバルバドスへの無償資金協力は累計1.1億円で、この防災協力はその大部分を占めている。

## 文化交流
日本文化はバルバドスで一定の人気を博しており、2016年12月にはバルバドス国立博物館にて「日本カレンダー展」が開催された。これは2018年と2020年にも開催されている。また2016年には在バルバドス日本大使館開設記念公演としてニューヨークを中心に活躍するTaiko Masalaによる和太鼓演奏が行われた。
一方日本ではバルバドスはそこまで知名度の高い国ではない一方、2019年には国際食文化交流会が佐賀県みやき町でバルバドス料理を振る舞い話題となった。
2020年東京オリンピック・パラリンピックでは、山形県村山市出身の在バルバドス日本大使館職員が山形県南陽市の団体に手紙を出したことを契機として、南陽市がバルバドス選手団のホストタウンに選ばれている。ホストタウン推進事業としてはバルバドス紹介講座が数度開かれたほか、オリジナルフレーム切手が販売された。

## 外交使節

### 駐日バルバドス大使
なし